# Munna armoricana
Munna armoricana là một loài chân đều trong họ Munnidae. Loài này được Carton miêu tả khoa học năm 1962.